# Dimension Films
Dimension Films — американская кинокомпания и независимый кинопрокатный лейбл, ранее принадлежавший The Walt Disney Studios и The Weinstein Company, а теперь принадлежащий Lantern Entertainment. Название компании изначально использовалось как бренд Боба Вайнштейна, в пределах фильмов компании Miramax. Когда братья Вайнштейн в октябре 2005 ушли из студии Miramax, находящейся в собственности Disney, они оставили это название за собой.
Согласно Associated Press, «Дисней продолжает[когда?] получать половину доходов от „Очень страшного кино“ и любые другие будущие взносы за уже выпущенные фильмы, созданные Dimension, такие как „Крик“ или серия „Дети шпионов“».
Одни из самых известных фильмов Dimension Films — «Дети шпионов» и «Крик».